# Cabaret Voltaire (Band)
Cabaret Voltaire ist eine Industrial- und Techno-Band aus Sheffield, benannt nach dem Zürcher Cabaret Voltaire.

## Geschichte
Cabaret Voltaire wurde 1973 in Sheffield von Stephen Mallinder, Richard H. Kirk und Chris Watson gegründet und war in erster Linie ein Projekt, um experimentelle Sounds zu erzeugen, weniger um Songs zu schreiben. Bei ihrem ersten öffentlichen Auftritt traf die Band noch auf ein feindlich gesinntes Publikum, welches ihre elektronischen Klänge ablehnte und Rock ’n’ Roll erwartet hatte. Die Musiker wurden bei diesem Konzert durch Besucher attackiert und Stephen Mallinder zog sich den Bruch eines Wirbelknochens zu. Die Akzeptanz beim Publikum besserte sich erst mit dem Auftauchen des Punk in der zweiten Hälfte der 1970er Jahre. Nachdem sie 1978 ihren ersten Plattenvertrag bei Rough Trade Records erhalten hatten, konnten die Bandmitglieder aufgrund der Verkaufserfolge ihrer ersten LPs Mix-up, incl. einer Coverversion des Seeds-Klassikers No Escape und The Voice of America sowie der Singles Extended Play, einer 7"-EP inklusive des Underground-Hits Do the Mussolini (Headkick) und Nag nag nag ihre bürgerlichen Berufe aufgeben.
Nach erfolgreichen Tourneen durch Europa, Amerika und Japan entschied sich Chris Watson im Jahre 1983, aus der Band auszuscheiden. Im selben Jahr spielte die Band den Soundtrack des Films Johnny Yesno von Peter Care ein. Gleichzeitig veränderte sich die Musik von Cabaret Voltaire in eine kommerziellere Richtung. Mit dem Album The Crackdown, erschienen bei Virgin Records, gelang ihnen in Großbritannien ihre höchste Chartplatzierung, Platz 31. Auf den nachfolgenden Alben und Singles wie I Want You oder Don’t Argue mischte die Band Einflüsse aus Techno, Industrial, Synthiepop und diverse Samples. 1988 nahm die Gruppe zusammen mit Marshall Jefferson das Album Groovy, Laid-Back and Nasty in Chicago auf. Unter dem Bandnamen Acid Horse arbeiteten Cabaret Voltaire 1989 mit der amerikanischen Band Ministry zusammen. 1994 lösten sich Cabaret Voltaire zunächst auf.
Nachdem Kirk Cabaret Voltaire ohne seine beiden ursprünglichen Mitstreiter wiederbelebt hatte, erschienen 2009 und 2010 Kollaborationen mit Kora sowie The Tivoli. Eine Reunion in der ursprünglichen Originalbesetzung schloss Kirk jedoch 2011 ausdrücklich aus. Im November 2020 erschien mit Shadow of Fear ein neues Album von Cabaret Voltaire bei Mute Records, jedoch war ausschließlich Richard H. Kirk beteiligt. Mit dem Tod Kirks 2021 war das Projekt Cabaret Voltaire zunächst beendet.
2025 reformierten Mallinder und Watson die Band und kündigten einen Auftritt auf dem Sensoria-Festival im britischen Sheffield für Oktober 2025 an.

## Bedeutung
Die Mitglieder von Bands wie Depeche Mode, New Order, Skinny Puppy, Front Line Assembly, Front 242 und Bauhaus gaben Cabaret Voltaire als wichtigen musikalischen Einfluss an. Die Gruppe gilt auch als wichtiges Vorbild der britischen Technoszene. Laut Al Jourgensen war Cabaret auch einer der Impulsgeber für die Entwicklung der House Music in Nordamerika ab Ende der 1980er Jahre.

## Diskografie
- 1978: Cabaret Voltaire 1974–1976 (Cassette)
- 1979: Mix-Up
- 1980: The Voice of America
- 1980: Three Mantras
- 1981: Red Mecca
- 1982: 2 × 45
- 1982: Hai! (Live in Japan)
- 1983: The Crackdown
- 1983: Johnny Yesno
- 1984: Micro-Phonies
- 1984: James Brown / Bad Self (Part 1) 12"
- 1985: The Covenant, The Sword and the Arm of the Lord
- 1987: Code
- 1988: Eight Crépuscule Tracks
- 1990: Groovy, Laid-Back and Nasty
- 1990: The Living Legends (Singles Collection)
- 1991: Body and Soul
- 1991: Percussion Force
- 1992: Plasticity
- 1993: International Language
- 1994: The Conversation
- 2010: National Service Rewind
- 2020: Shadow Of Fear